# 제부여객
제부여객(濟扶旅客)은 경기도 화성시의 시내버스 회사로 용남고속의 계열사이다.

## 역사
경기도 수원시에 소재하였던 삼성여객이 1998년 IMF 직후 부도로 파산하면서 삼성여객에 근무하던 직원들이 모여서 1998년 11월에 화성여객이라는 상호로 설립한 회사다. 2003년 제부도가는 Bus를 거쳐 2006년 8월 제부여객으로 회사명을 변경하여 화성시의 시내버스 노선을 맡고 있다. 2009년 용남고속이 인수하여 계열사가 되었다.
- 2011년 1월 24일 : 22-4번이 수라청까지 연장되었다.
- 2012년 11월 21일 : 1008번이 신설되었다.
- 2015년 6월 1일 : 1001번이 신설되었으며, 평일만 운행한다.
- 2015년 8월 22일 : 1550-3번이 폐선되었다.
- 2015년 8월 24일 : 5200번이 신설되었다.
- 2015년 10월 : 22-2번과 22-4번이 매봉여객으로 이관되었다.
- 2015년 11월 11일 : 1002번이 신설되었다.
- 2015년 12월 8일 : 용남고속에서 15번을 받아 운행하였다. (2019년부터 운행중단)
- 2016년 11월 21일 : 150번이 신설되었다.
- 2020년 11월 1일 : G1003번과 G8157번이 신설되었다.
- 2020년 12월 31일 : 경진여객에 38번 노선을 이관받았다.
- 2021년 8월 3일 : 사모펀드 'MC 파트너스'가 제부여객을 인수하였다.

## 현황
2021년 1월 기준이다.
| 운행업체 | 보유 노선수 | 보유 노선수 | 보유 노선수 | 보유 노선수 | 보유 노선수 | 등록 대수 | 등록 대수 | 등록 대수 | 등록 대수 | 등록 대수 |
| -------- | ----------- | ----------- | ----------- | ----------- | ----------- | --------- | --------- | --------- | --------- | --------- |
| 운행업체 | 노선 합계   | 광역급행    | 직행좌석    | 일반좌석    | 시내일반    | 대수 합계 | 광역급행  | 직행좌석  | 일반좌석  | 시내일반  |
| 제부여객 | 21          | -           | 4           | 2           | 13          | 107       | -         | 26        | 10        | 72        |

## 운행 노선

### 도시형버스
- ● 5-2번 : 수원역.AK플라자 - 수원종합버스터미널 - 망포역 - 신영통현대A - 한림대병원 - 동탄역 - 동탄호수공원 - LH29.자이파밀리에 (2022년 5월 16일 부로 남양여객과 공동배차 운행, 2024년 8월 1일 부로 제부여객 단독배차 변경 )
- ● 33-1번: 조암차고지 - 조암농협 - 우정읍행정복지센터 - 장안면행정복지센터 - 독정리 - 화성농업기술센터 - 꽃밭.식염온천 - 우리꽃식물원 - 제암리 - (→ 발안마을 → 장짐교차로 →/← 발안농협 ←) - 향남읍행정복지센터 - 향남주공1.2단지 - 향남제약공단 - 구문천리 (2022년10월 경진여객에서 양도) (경기도 공공관리제 노선)
- ● 15-1번: 수원여자대학교 - 능실마을 - 칠보마을 - LG빌리지 - 가온마을 - 금곡강남A - 구운중학교 - 농촌진흥청 - 수원역 - 이춘택병원 - 성빈센트병원 - 법원사거리 - 동남빌라 - 산남중학교 - 원천주공1단지 - 삼성디지털시티 - 망포역 - 망포동 - 신영통현대A - 삼성반도체후문 - 한림대병원, 이마트동탄점 - 동탄2신도시 시범단지 - 동탄역, 포스코 (2020년 3월 10일 용남고속에서 양도)

- ● 310번: 안산대학교 ↔ 상록수역 ↔ 본오동 ↔ 반월도금단지 ↔ 야목리 ↔ 비봉 ↔ 남양 ↔ 화성시청 ↔ 대광아파트 (2017년 6월 23일 신설) <이 노선은 경원여객과 공동 배차 운행> (경기도 공공관리제 노선)
- ● 330번: 제부도입구↔ 서신터미널 ↔ 육일리 ↔ 사강시장 ↔ 화성외국인보호소 ↔ 남양성모성지 ↔ 비봉중, 고교 ↔ 야목리 ↔ 팔곡동 주민센터 ↔ 반월농협 ↔ 반월역 ↔ 대야미 ↔ 당동 ↔ 군포역 ↔ 금정가구거리 ↔ 금정역 (경기도 공공관리제 노선)
- ● 340-1번: 향남주공18단지 ↔ 부영7단지 ↔ 방축리 ↔ 한일베라채 ↔ 향남중고교 ↔ 향남홈플러스 ↔ 향남읍사무소 ↔ 발안 바다마트 ↔ 팔탄면 ↔ 대야미역 ↔ 군포역 → 금정역 (2020.2.26일 향남터미널에서 향남주공18단지로연장, 2023년 4월 7일 일반좌석버스 에서 형간전환) (경기도 공공관리제 노선)
- ● 340-2번: 향남주공18단지 ↔ 부영7단지 ↔ 방축리 ↔ 신명,우미린A ↔ 향일고교 ↔ 화성소방서.향남홈플러스 ↔ 향남읍사무소 ↔ 발안 바다마트 ↔ 팔탄면 ↔ 대야미역 ↔ 군포역 → 금정역 (2020.2.26일 신설, 2023년 4월 7일 일반좌석버스 에서 형간전환) (경기도 공공관리제 노선)
- ● 1000번: 제부도 입구 ↔ 서신터미널 ↔ 사강시장 ↔ 화성외국인보호소 ↔ 남양성모성지 ↔ 양노리 ↔ 비봉중, 고교 ↔ 어천저수지 ↔ 대한민국 51향토보병사단 ↔ 원평 ↔ 천천리 ↔ 한국방송통신대학교 ↔ 수영오거리 ↔ 동양매직 ↔ 와우리 ↔ 수원대학교 ↔ 융건릉 ↔ 용주사 ↔ 안녕농협 ↔ 병점역후문 ↔ 성호, 우남A ↔ 서동탄역사거리 ↔ 다은마을 ↔ 동탄역 (경기도 공공관리제 노선)
- ● 1004번: 제부도 입구 ↔ 서신터미널 ↔ 육일리 ↔ 사강시장 ↔ 화성외국인보호소 ↔ 남양성모성지 ↔ 남양사거리 ↔ 북양리 ↔ 양노3리 ↔ 천천리검문소 ↔ 오목천동 ↔ ↔ 수원여자대학교 입구 ↔ 고색사거리 ↔ 공구유통타운 ↔ 수원역환승센터(4번정류장) (2022년 7월 1일 종점 수원역, 노보텔수원에서 수원역환승센터(5승강장)으로 변경, 2024년 7월 1일 일반좌석에서 형간전환) (경기도 공공관리제 노선)
- ● 1004-1번: 전곡항 ↔ 탄토항 ↔ 당고지 ↔ 육일리 ↔ 사강시장 ↔ 화성외국인보호소 ↔ 남양성모성지 ↔ 남양사거리 ↔ 북양리 ↔ 양노3리 ↔ 천천리검문소 ↔ 수원여자대학교 입구 ↔ 고색사거리 ↔ 공구유통타운 ↔ 수원역환승센터(4번정류장) (2022년 7월 1일 종점 수원역, 노보텔수원에서 수원역환승센터(5승강장)으로 변경, 2024년 7월 1일 일반좌석에서 형간전환) (경기도 공공관리제 노선)
- ● 조암지선: 조암터미널과 발안 바다마트를 기점으로 하여 우정읍, 장안면, 향남읍, 팔탄면 일대를 운행하는 공영버스 노선이다. (화성시 면허),(2022년 10월 경진여객에서 양도)

### 직행좌석버스
- ● 1002번: 전곡항 ↔ 제부도 입구 ↔ 장외리 ↔ 광평삼거리 ↔ 서신 ↔육일리마을회관 ↔ 사강시장 ↔ 마도사거리 ↔ 재래시장.마도삼거리 ↔ 남양성지↔ 화성시청후문 ↔ 양노3리 ↔ 비봉매송로 ↔ 과천봉담도시고속화도로 ↔ 사당역 (2015.11.11일 신설) (대광위 준공영제)
- ● G1003번: 현대·기아차 남양 연구소 ↔ 화성시청↔ 남양뉴타운.양우내아파트 ↔ 남양뉴타운4단지 ↔ 북양1통.염티고개 ↔ 양노3리 ↔ 서초동예술의전당 ↔ 서초역 ↔ 교대역 ↔ 양재시민의숲역 (2020.11.1일 신설) (대광위 준공영제)
- ● 1008번: 현대·기아차 남양 연구소 (신정문) ↔ 대광아파트 ↔ 화성시청 ↔ 남양사거리 ↔ 비봉중, 고교 ↔ 어천저수지 ↔ 어천역 ↔ 대한민국 51향토보병사단 ↔ 원평 ↔ 과천봉담도시고속화도로 ↔ 사당역 (대광위 준공영제)
- ● 5101번: 현대기아연구소  ↔ 화성서부경찰서 ↔ 남양뉴타운.양우내안애 ↔ 북양1리.염티고개 ↔ 의왕청계영업소 ↔ 사당역 ↔ 이촌역 ↔ 삼각지역 ↔ 서울역버스환승센터 (2025년 3월 1일 노선신설) (대광위 준공영제)
- ● G8157번: 향남주공 18단지 ↔ 향남주영7단지.롯데시네마 ↔ 화성소방서.향남홈플러스 ↔ 향남환승버스터미널 ↔ 장안대학 ↔ 봉담읍행정복지센터 ↔ 과천봉담도시고속화도로 ↔ 서초역 ↔ 교대역 ↔ 양재역 ↔ 양재시민의숲역 (2020.11.1일 신설) (대광위 준공영제)

## 미운행 노선 (폐선 노선 포함)

### 마을버스
- 9번, 제부도 순환선: 매봉여객에 이관

### 도시형버스
- ● 15번: 동탄2신도시 - 동탄신도시 - 메타폴리스 - 삼성반도체 - 신영통현대A - 망포동 - 망포역 - 래미안 영통마크원 - 수원버스터미널 - 새터마을 -수원역 - 농촌진흥청 - 수원여자대학교 (2015년 12월 8일 용남고속에서 양도)(2019년경 운행중단)
- ● 22번: 마도산업단지 ↔ 남양성지 ↔ 양노리 ↔ 비봉고등학교 ↔ 쌍학리 ↔ 어천 ↔ 수원여자대학교 ↔ 수원역 ↔ 권선구청 ↔ 수원농협
- ● 22-1번: 현대 . 기아차 남양 연구소 ↔ 화성서부경찰서 ↔ 화성시청 ↔ 남양사거리 ↔ 비봉중, 고교 ↔ 어천저수지 ↔ 대한민국 51향토보병사단 ↔ 원평 ↔ 천천리 ↔ 수원여자대학교 입구 ↔ 고색사거리 ↔ 공구유통타운 ↔ 수원역 (2016년 7월 용남고속으로 이관)
- ● 22-2번: 야목주공A ↔ 매송면사무소 ↔ 어천저수지 ↔ 대한민국 51향토보병사단 ↔ 원평 ↔ 천천리 ↔ 수원여자대학교 입구 ↔ 고색사거리 ↔ 공구유통타운 ↔ 수원역 ↔ 뉴타운센트라우스 ↔ 롯데몰 수원점 (매봉여객으로 이관, 마을버스로 형간 전환)
- ● 22-3번: 신창아파트 ↔ 수영초등학교 ↔ 오목천동 태산아파트 ↔ 수원여자대학교 ↔ 고색초등학교 ↔ 수원공구유통상가 ↔ 수원역
- ● 구 22-4번: 현대아파트 ↔ 남양중고 ↔ 우림필유
- ● 현 22-4번: 남양성지 ↔ 화성시청 ↔ 자안리 ↔ 청요사거리 ↔ 팔탄면 ↔ 발안 바다마트 ↔ 향남읍사무소 ↔ 향남택지1지구 ↔ 그린환경센터 ↔ 수라청 (매봉여객으로 이관, 마을버스로 형간 전환)
- ● 22-5번: 우림필유 ↔ 남양사거리 ↔ 기업은행 ↔ 아이리스 ↔ 화성아스콘 ↔ 현대아파트 ↔ 기산아파트
- ● 30번: 남양성모성지 ↔ 남양동사무소 ↔ 염티고개 ↔ 비봉고등학교 ↔ 야목삼거리 ↔ 송라초등학교 ↔ 팔곡동 주공아파트 ↔ 반월농협 ↔ 반월역 ↔ 대야미역 ↔ 군포공영차고지 ↔ 용호고등학교 ↔ 군포초등학교 ↔ 군포역 → 산본역, 군포시청 → 산본시장 → 금정역 → 산본고가차도 사거리 → 군포역 이하 역순
- ● 30-1번: 화성시청 ↔ 남양사거리 ↔ 남양읍 사무소 ↔ 염티고개 ↔ 비봉고등학교 ↔ 야목삼거리 ↔ 송라초등학교 ↔ 팔곡동 주공아파트 ↔ 반월농협 ↔ 반월역 ↔ 대야미역 ↔ 군포공영차고지 ↔ 용호고등학교 ↔ 군포초등학교 ↔ 군포역 → 산본역, 군포시청 → 산본시장 → 금정역 → 산본고가차도사거리 → 군포역 이하 역순
- ● 33-2번: 조암차고지 - 조암농협 - 우정읍행정복지센터 - (→ 어은1리 → 장안산업단지 →/← 장안면행정복지센터 ← 독정리 ← 화성농업기술센터← 꽃밭.식염온천 ←) - 우리꽃식물원 - 제암리 - (→ 발안마을 → 장짐교차로 →/← 발안농협 ←) - 향남읍행정복지센터 - 향남주공1.2단지 - 향남제약공단 - 구문천리 (2022년 10월 경진여객에서 양도)
- ● 35번: 전곡항 ↔ 조암터미널
- ● 38번: 수원역 ↔ 공구유통타운 ↔ 고색삼거리 ↔ 고색초등학교 ↔ 수원여자대학교 입구 ↔ 영신여자고등학교 ↔ 수영오거리 ↔ 봉담 나들목 ↔ 봉담읍사무소 ↔ 장안대학교 ↔ 상기리 입구 ↔ 수원가톨릭대학교 ↔ 해병대 사령부 ↔ 팔탄저수지 ↔ 가재리 ↔ 발안삼거리 ↔ 발안초등학교 ↔ 향남읍사무소 ↔ 향남중학교 ↔ 한울초등학교 ↔ 향남초등학교 ↔ 발안바이오과학고등학교 (수원여객 35번과 동일) (화성시 면허) <저상버스 운행>(2020.12.31 경진여객에서 양도)
- ● 39번: 수원역 ↔ 공구유통타운 ↔ 고색삼거리 ↔ 고색초등학교 ↔ 수원여자대학교 입구 ↔ 영신여자고등학교 ↔ 수영오거리 ↔ 봉담 나들목 ↔ 봉담읍 행정복지센터 ↔ 장안대학교 ↔ 상기리 입구 ↔ 수원가톨릭대학교 ↔ 해병대 사령부 ↔ 덕우공단 ↔ 구장리 ↔ 발안삼거리 ↔ 발안초등학교 ↔ 향남환승터미널 (화성시 면허) (저상버스 운행), (2022년 10월 남양여객으로 양도, 2024년 8월 1일 남양여객에서 이관)
- ● 51번: 수원여자대학교 - 권선구청 - 고색사거리 - 평동 - 수원역 - 경기도청 - 매교역 - 수원시청, 수원시청역 - 임광A - 온수골 - 망포역 - 영통역 - 경희대학교 국제캠퍼스 - 서농중학교 - 서천마을 3단지 - 한림대병원 - 동탄역, 포스코
- ● 59번: 남부공영차고 - 망포)역 - 망포중학교 - 반월리큰고개 - 한림대병원 - 전하리교회.우미제일A - 포스코더샵.롯데캐슬A - 호수부영3차.우미린2차A - 자이파밀리에.LH29단지 - 동탄2차고지 <이 노선은 용남고속에서 양도받은 노선이다.>(현재 운행중단)
- ● 340번: 향남부영A (향남2) ↔ 신명, 우미린A ↔ 향남읍사무소 ↔ 발안 바다마트 ↔ 청요사거리 ↔ 반월역 (2022년 12월 28일부로 화성도시공사 이관과 동시에 H340번 변경.)
- ● 150번: 수원여자대학교 - 농촌진흥청 - 수원역 - 수원버스터미널 - 망포역 - 한림대병원 - 동탄역 - 만의사 (2022년 5월 16일 부로 5-2번 노선과 통폐합)
- ● 151번: 수원여자대학교 - 농촌진흥청 - 수원역 - 수원버스터미널 - 망포역 - 한림대병원 - 동탄역 - 동탄2신도시 - 동탄2차고지 (기존 150번에서 분리신설)(2022년 5월 16일 부로 5-2번 노선과 통폐합)
- ● 330-1번: 마도지방산업단지 경유후 은장고개 (하행은 송라1리까지 운행) ↔ 남양성모성지 ↔ 비봉중, 고교 ↔ 야목리 ↔ 팔곡동 주민센터 ↔ 반월농협 ↔ 반월역 ↔ 대야미 ↔ 당동 ↔ 군포역 → 산본역 → 금정역 → 군포역 (2022년 5월 10일부로 330번 노선 통폐합으로 폐)
- ● 1001번: 현대기아연구소 ↔ 화성시청 ↔ 비봉 ↔ 어천 ↔ 원평 ↔ 내리 ↔ 상리 ↔ 봉담읍 행정복지센터 ↔ 동화리 ↔ 와우리 ↔ 수원대학교 ↔ 융건릉 ↔ 용주사 ↔ 병점역후문 ↔ 서동탄역사거리 ↔ 메타폴리스 ↔ 동탄2신도시 시범단지 ↔ 동탄2차고지 (2023년 1월 1일 부로 화성도시공사 이관하여 노선번호 H100번 변경.)

### 일반좌석버스
- ● 490번: 수원역 - 오목천동 - 어천리 - 비봉 - 남양(화성시청) - 마도 - 사강리 - 서신 - 제부도입구 (2006년 12월 1004번으로 변경)
- ● 490-1번: 수원역 - 오목천동 - 어천리 - 비봉 - 남양 - 마도 - 사강리 - 서신 - 제부도입구 (2006년 8월 개통, 2007년 1월 1004-1번으로 변경)

### 직행좌석버스
- ● 1001번: 수원역 - 화성시청
- ● 1003번: 제부도 입구 ↔ 송교리 살곶이 ↔ 장외리 ↔ 서신터미널 ↔ 상안리 ↔ 육일리 ↔ 사강농협 ↔ 돼지고개 ↔ 화성외국인보호소 ↔ 은장고개 ↔ 남양성모성지 ↔ 남양읍 사무소 ↔ 염티고개 ↔ 비봉고등학교 ↔ 국도 제39호선 ↔ 국도 제47호선 ↔ 대야미역 ↔ 군포공영차고지 ↔ 용호고등학교 ↔ 군포초등학교 ↔ 군포역 ↔ 산본역, 군포시청 → 산본시장 → 금정역 → 산본고가차도사거리 → 군포역 이하 역순[5]
- ● 1550-3번: 동탄공영차고지 ↔ 나루마을 ↔ 메타폴리스 ↔ 예당마을 ↔ 기흥동탄 나들목 ↔ 경부고속도로 ↔ 반포 나들목 ↔ KCC 사옥 ↔ 신논현역 ↔ 강남역 ↔ 우성아파트 ↔ 뱅뱅사거리 ↔ 양재역 ↔ 양재시민의숲역 ↔ 양재 나들목 ↔ 경부고속도로 ↔ 기흥동탄 나들목 ↔ 예당마을 ↔ 메타폴리스 ↔ 나루마을 ↔ 동탄공영차고지 (M4403번과 노선 동일. 용남고속에서 이관후 2015년 8월 22일 운행중단)
- ● 1560-2번: 반송동 동탄차고지 ↔ 특수목적고등학교 ↔ 다은마을 ↔ 예당마을 ↔ 삼성반도체 ↔ 고매사거리 ↔ 기흥초등학교 ↔ 삼성아파트 ↔ 한국민속촌 ↔ 보라초등학교 ↔ 금화마을 주공 1단지 ↔ 신갈오거리 ↔ 수원 나들목 ↔ 경부고속도로 ↔ 반포 나들목 → 교보타워사거리, 신논현역 → 강남역 3번출구 → 역삼동 우성아파트 → 뱅뱅사거리 → 양재역 → 양재 교육개발원 → 양재시민의숲역 → 양재 나들목 이하 역순(타 노선과 중복,기사 부족 등으로 운행은 하지 못하고 폐선)
- ● 5200번: 동탄2신도시 한화꿈에그린 ↔ 강남역·신논현역(화성여객 6001번 노선과 중복)
- ● 7200번: 동탄2신도시 ↔ 동탄역 ↔ 예당고교 ↔ 삼성전자중앙문 ↔ 광교중앙역 ↔ 인덕원역 (2020년 7월 31일 신설, 2020년 11월 20일 경진여객으로 이관)

### 삼성여객 노선

#### 도시형버스
- ● 9번: 장안문 - 팔달문 - 수원역 - 고색동 - 오목천동[6]
- ● 33번: 330번과 동일

#### 일반좌석버스
- ● 450번: 연무동 - 팔달문 - 수원역 - 오목천동 - 어천리 - 비봉면 - 남양읍 - 마도면 - 사강리
- ● 700번: 수원역 - 상대원동 (경기고속이 인수)
- ● 999번: 장안문 - 수원역 - 오목천동 - 어천리 - 비봉면 - 남양읍 - 마도면 - 사강리 - 서신면[7]

#### 시외버스
- ● 수원역 - 수지읍 - 판교동 - 수서역 - 잠실역 - 잠실대교 - 구의역 - 아차산 - 군자교 - 중곡동 - 상봉역 - 망우리고개 - 돌다리 - 남양주시 (경기고속이 인수, 직행좌석버스로 전환)

## 보유 차량

#### 비야디 자동차
- BYD eBus-11
- BYD eBus-12

#### 현대자동차
- 현대 그린시티
- 현대 뉴 슈퍼 에어로시티
- 현대 저상 뉴 슈퍼 에어로시티
- 현대 유니버스 스페이스 엘레강스
- 현대 뉴 프리미엄 유니버스 프라임

## 갤러리

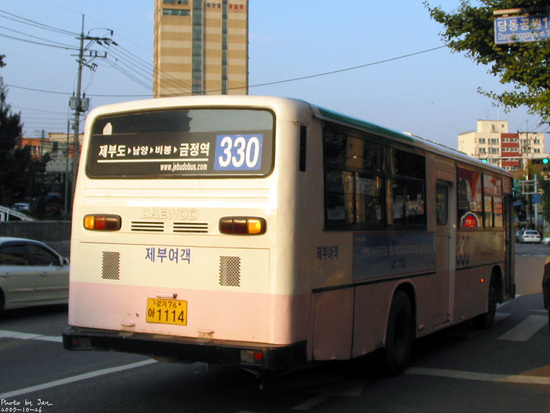
화성시내버스 330번 (대차 전)
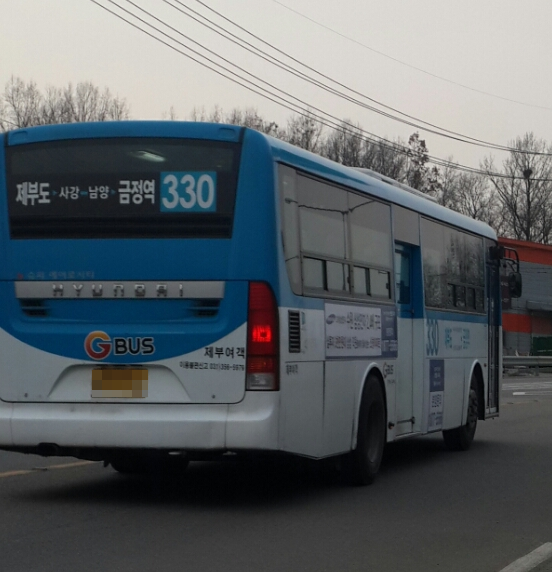
화성시내버스 330번
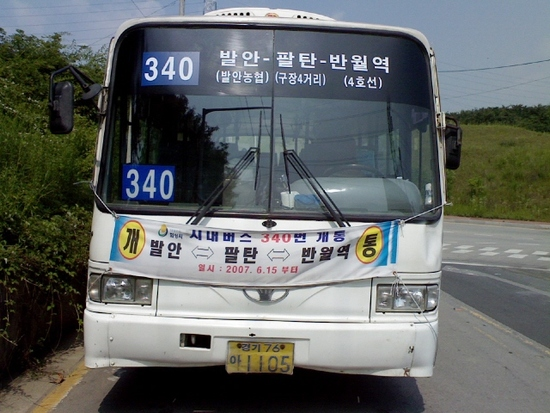
화성시내버스 340번 (대차 전)
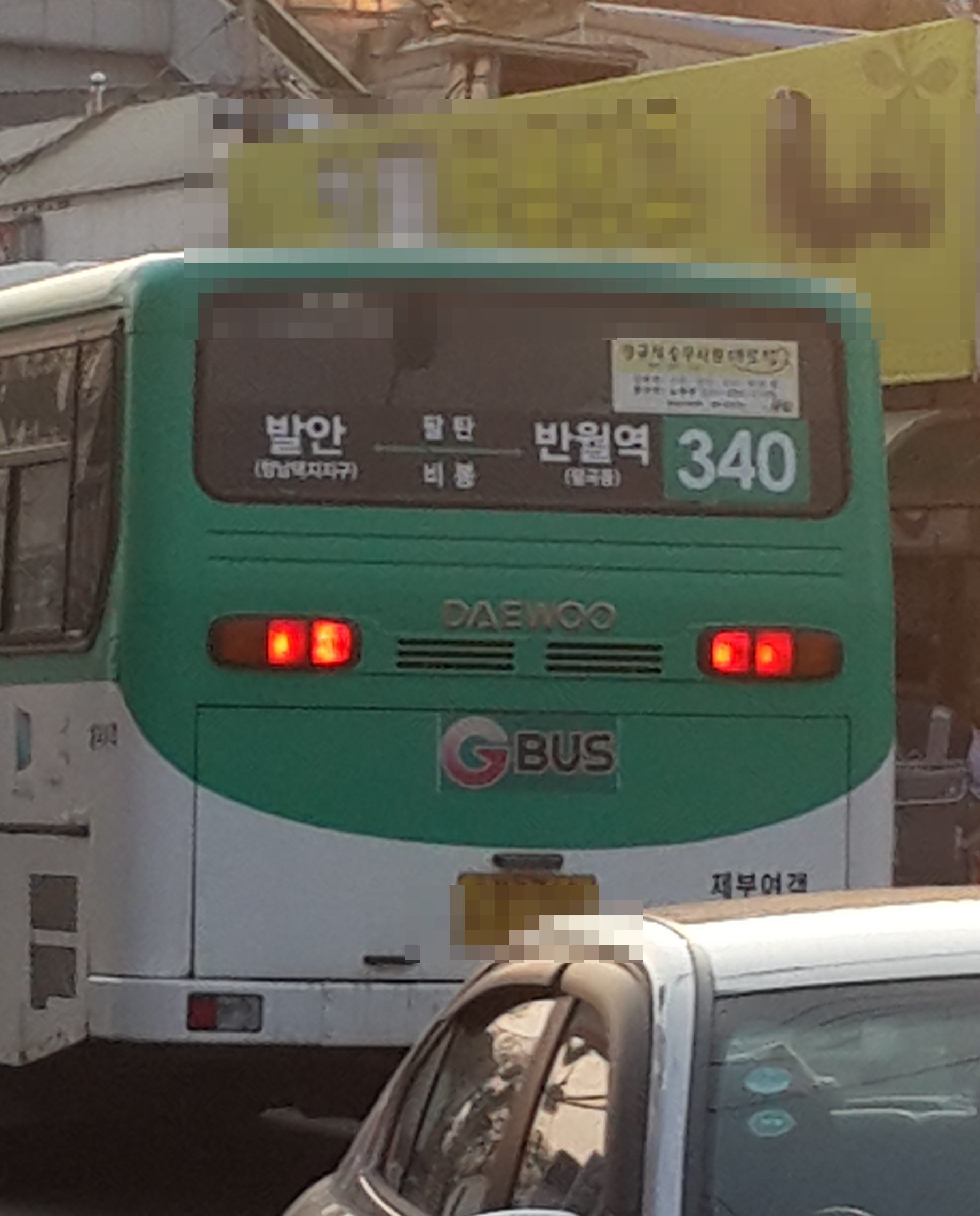
화성시내버스 340번 (대차 전)
화성시내버스 구 1003번 (대차 전)
화성시내버스 1004-1번 (대차 전)
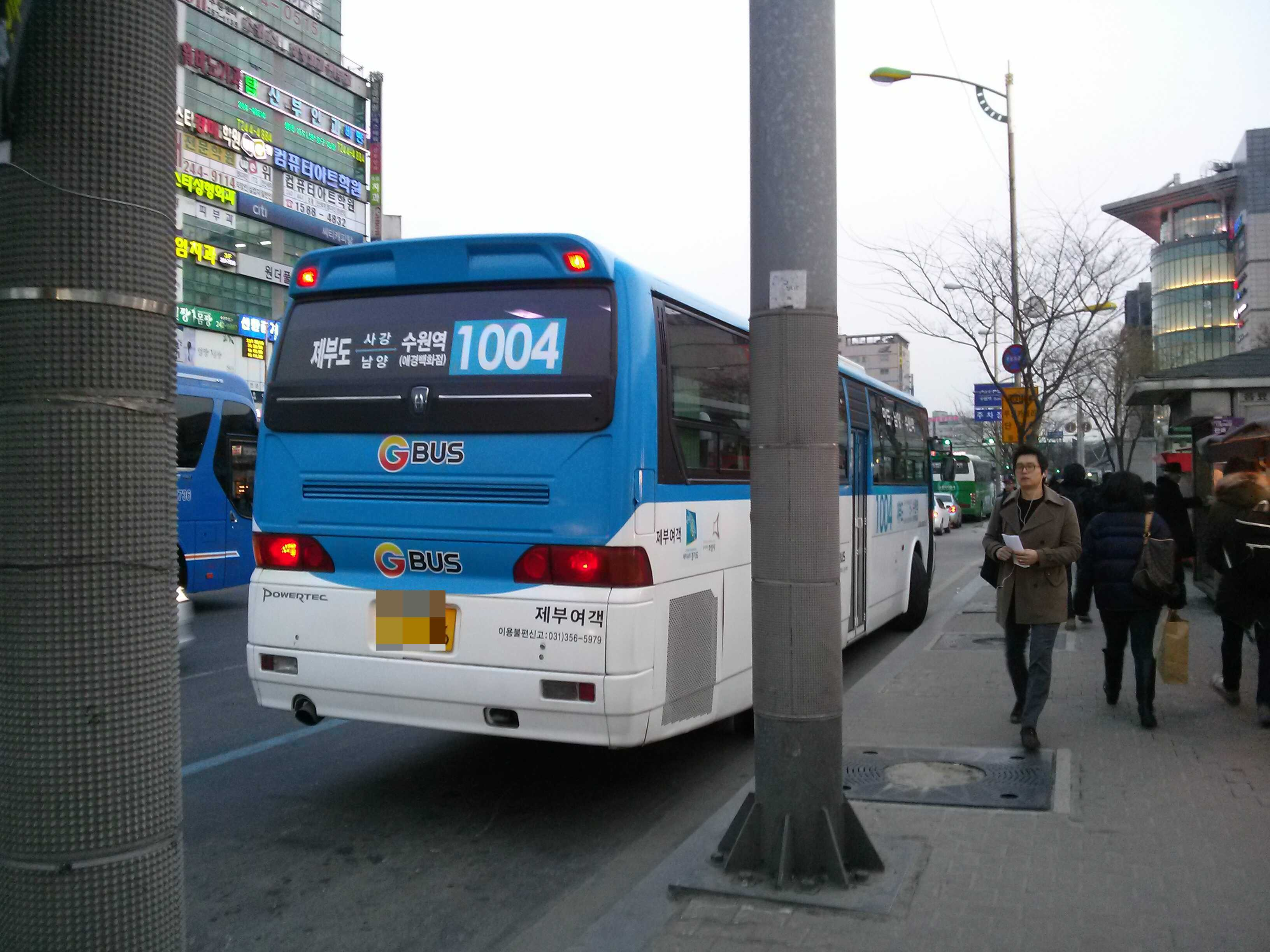
화성시내버스 1004번 (대차 전)